# エミリー・マーガレッタ・マッケンジー
エミリー・マーガレッタ・マッケンジー（Emilie Margaretta Mackenzie、1887年9月12日 – 1973年9月23日）は、アメリカ合衆国出身の社会福祉家。日本で活動した。静岡県静岡市の名誉市民。マッケンジー夫人と呼ばれ親しまれた。
1918年、夫の貿易商ダンカン・ジョセフ・マッケンジー（Duncan Joseph MacKenzie）とともに来日し、静岡市で日本茶輸出の振興にあたる。
夫の逝去後も、静岡市に留まり、私財を投じて社会福祉の向上のために力を尽くす。乳児院を設立し経営にあたる。

## 経歴
- 1887年（明治20年）9月12日 - アメリカ合衆国ペンシルバニア州ピッツバーグ市で出生　旧姓ウォケ（Woche）
- 1910年（明治43年）6月14日 - D・J・マッケンジーと結婚
- 1918年（大正7年）5月 - 夫とともに来日　米国の輸出茶貿易商社アーウェン・ホイットニーの静岡支店長になり[2]、静岡茶業界の発展と日本茶輸出の拡大に貢献する
- 1940年（昭和15年）5月30日 - 静岡市高松に自宅が完成
- 1943年（昭和18年）9月13日 - 第二次世界大戦中に一時帰国
- 1948年（昭和23年）5月 - 再来日　以来、社会福祉事業に献身協力する
- 1951年（昭和26年）4月 - 静岡市赤十字奉仕団顧問に就任
- 1951年（昭和26年）11月6日 - 夫と死別
- 1957年（昭和32年）7月 - 日本赤十字社金色有功章を受ける
- 1959年（昭和34年）10月10日 - 静岡市名誉市民(第1号)の称号を受ける
- 1962年（昭和37年）11月 - 静岡県知事表彰を受ける
- 1967年（昭和42年）7月 - 社会福祉法人エミリーを設立し初代理事長に就任 静岡市に乳児院を開設
- 1972年（昭和47年）5月23日 - 勲三等瑞宝章を受ける[3]
- 1972年（昭和47年）6月20日 - 帰国
- 1973年（昭和48年）9月23日 - アメリカ合衆国カリフォルニア州パロアルトで死去（86歳没）

## 旧マッケンジー住宅

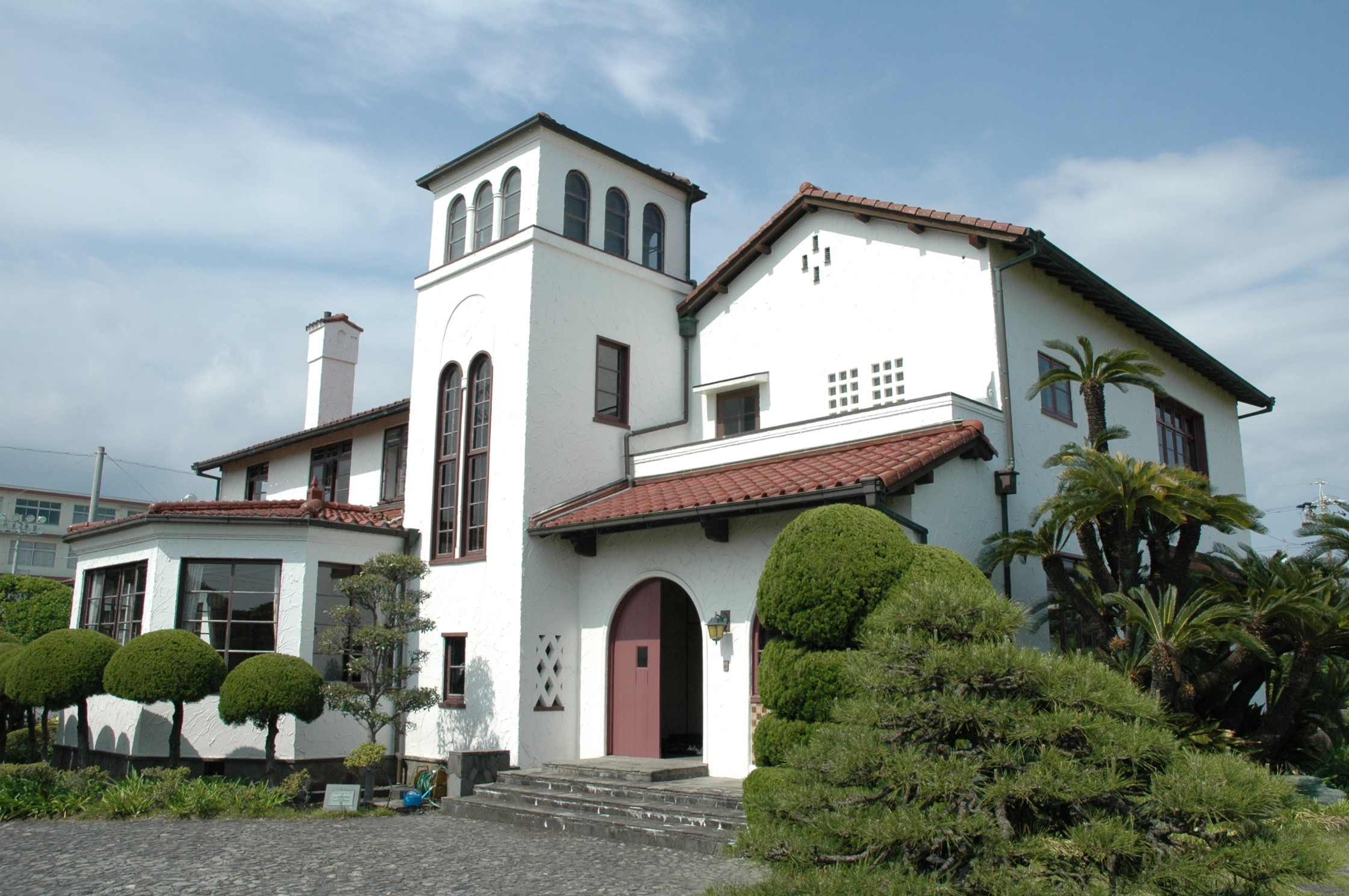
旧マッケンジー住宅

静岡市駿河区高松にある。1940年に建設。設計はウィリアム・メレル・ヴォーリズ。木造2階建て。
赤い西洋瓦葺きの屋根で白壁のスパニッシュスタイル。海岸の近くに建設するため、土台はコンクリート打ちとし、風通しを良くした。2階の客室の窓から駿河湾と富士山が眺望できる。屋上には天体観測を趣味とする夫のために展望室が備えられている。マッケンジー夫妻はこの邸宅に「HOMAM(ホマム)」（アラビア語で「 ペガスス座ζ星」・勇者の幸福な星の意）の愛称をつけた。
夫の死去後も、夫人は静岡市の自宅に留まった。高齢のため1972年にアメリカ合衆国へ帰国した際に、敷地の半分を静岡市に寄贈。残りの土地と建物は静岡市が買い取った。1987年に内部を改修。敷地の一部に静岡市乳児院が建設された。
1997年12月12日に国の登録有形文化財に登録された。2010年度に第3回 静岡市景観大賞 洋館物語賞を受賞した。
現在は無料で内部の見学ができる。
所轄は静岡市教育委員会、管理は静岡市観光交流文化局歴史文化課、運営は公益財団法人静岡市文化振興財団である。

## 逸話等

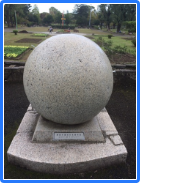
駿府城公園内のエミリー・M・マッケンジーの碑

### 石碑
- 旧マッケンジー住宅敷地内の石碑　彼女の功績を称える石碑。1974年(昭和49年)10月27日に静岡市によって建てられた。[4]
- 駿府城公園内の石碑　「静岡市最初の名誉市民 エミリー M. マッケンジー」と書かれた丸い石碑。（北緯34度58分44.77秒 東経138度22分57.2秒 / 北緯34.9791028度 東経138.382556度）